# Montafoner Resonanzen
Montafoner Resonanzen is een muziekfestival in de regio Montafon in Vorarlberg (Oostenrijk). Het vindt jaarlijks plaats in meerdere weekenden in augustus en september op wisselende locaties.
De volgende reeks evenementen begint op 4 augustus 2022 en eindigt op 11 september 2022.

## Geschiedenis
Het festival werd in 1977 onder de naam Montafoner Sommerkonzerte opgericht door Bernd-H. Becher als reeks evenementen. De oprichter begeleidde het festival meer dan 20 jaar. Het festival werd constant uitgebreid.
Na de heroprichting in 2002 door de Stand Montafon (een vereniging van tien gemeenten van het Montafon) vond in 2004 de eerste "Montafoner zomer" plaats. Van 2004 tot 2014 was Nikolaus Netzer verantwoordelijk voor de artistieke leiding. Sinds 2015 staat het festival onder leiding van Markus Felbermayer als organisatorisch directeur en Montafon Toerisme als organisator.
In 2017 kreeg het festival de nieuwe naam "Montafoner Resonanzen".

## Over het festival
Het festival Montafoner Resonanzen trekt jaarlijks zo'n 2.700 bezoekers. Meer dan 80 artiesten treden op op meer dan 20 evenementen. Er zijn negen partnerhotels in de vallei die voor de accommodatie van de gasten zorgen. Alle concerten worden op verschillende, authentieke plaatsen uitgevoerd, bijvoorbeeld op de Tübingerhut op 2.191 m in Gaschurn ("Jazz at the Schutzhütte").
Elk weekend staat in het teken van een ander genre. Het muziekfestival omvat de genres van
- klassieke muziek en kamermuziek (Kammermusik),
- orgelmuziek (in de Montafon-vallei zijn 16 orgels uit vier eeuwen te vinden[6]),
- jazz,
- koperblazers (Blasmusik),
- Oostenrijkse volksmuziek (Volksmusik),
- cross-over tussen genres.[1]

## Galerij

De Montafoner Resonanzen 2020-editie werd geopend met een weekend van blaasmuziek in Tschagguns.
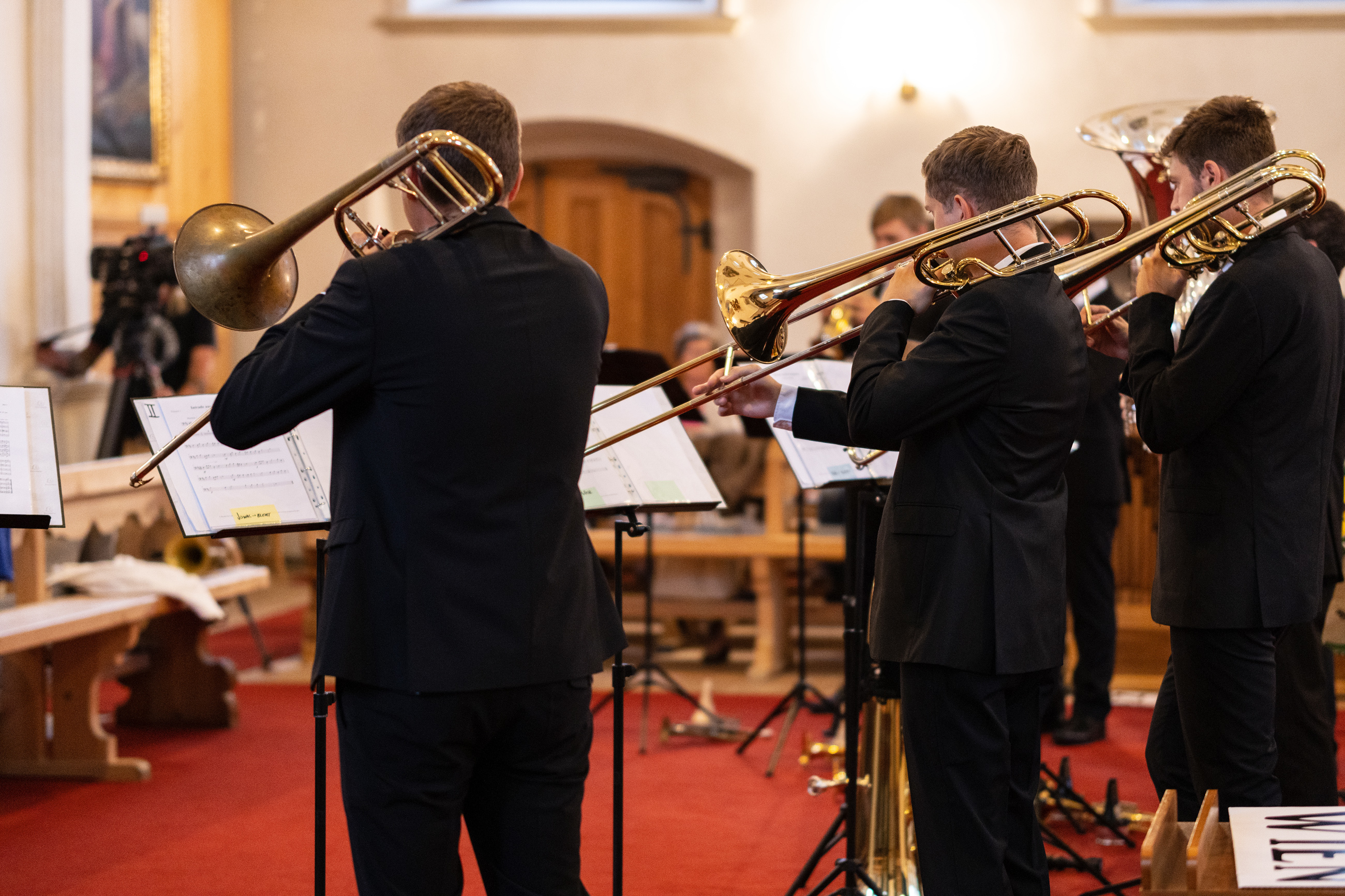
De band "Austrian Brass Consort" bij het openingsconcert van de Montafoner Resonanzen 2020 in de parochie- en bedevaartkerk in Tschagguns.
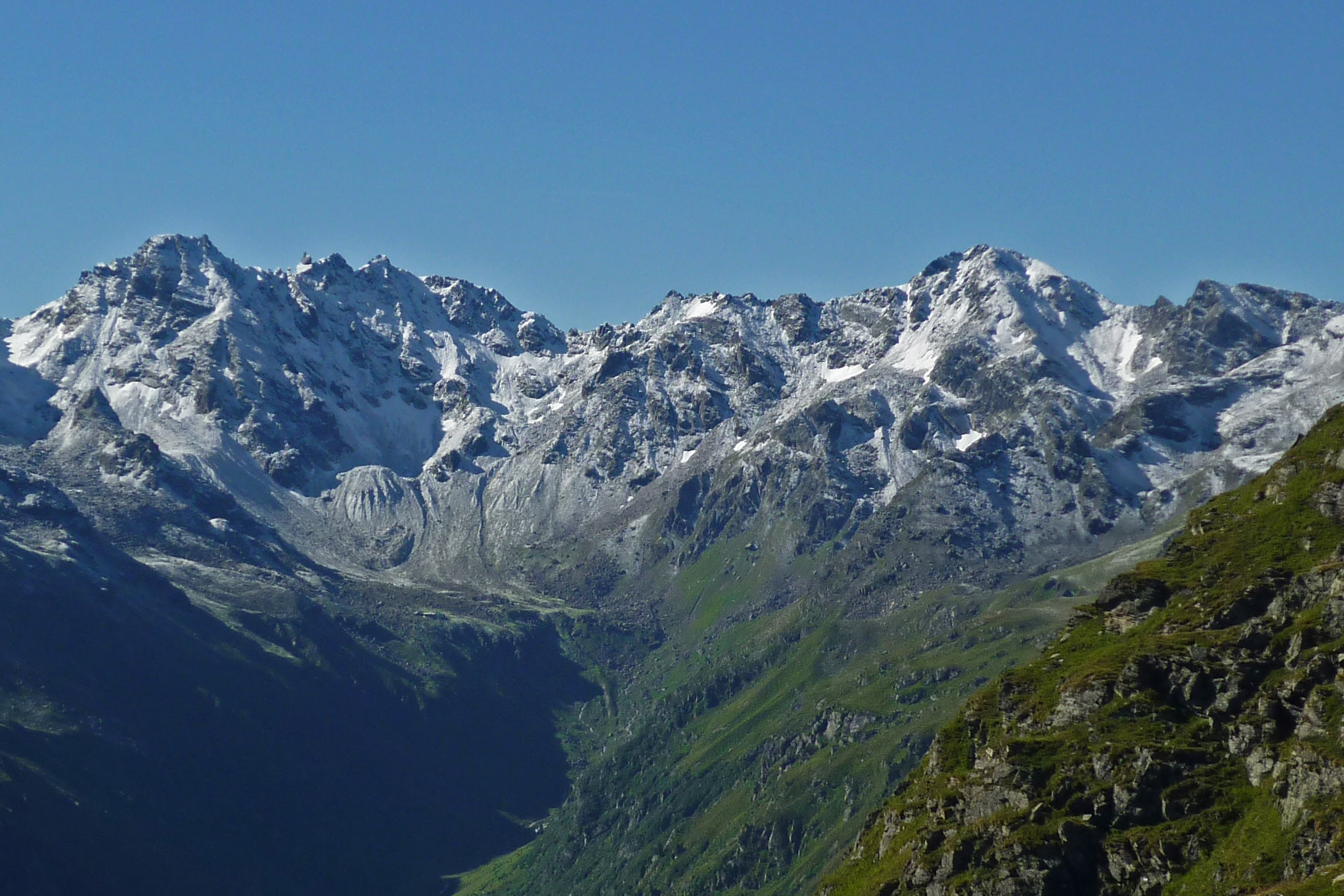
Uitzicht op het Garneratal en de historische Tübinger Hütte.
De historische Tübinger Hütte (1908) was de locatie van de Montafoner Resonanzen jazzconcerten in 2018 en 2020.
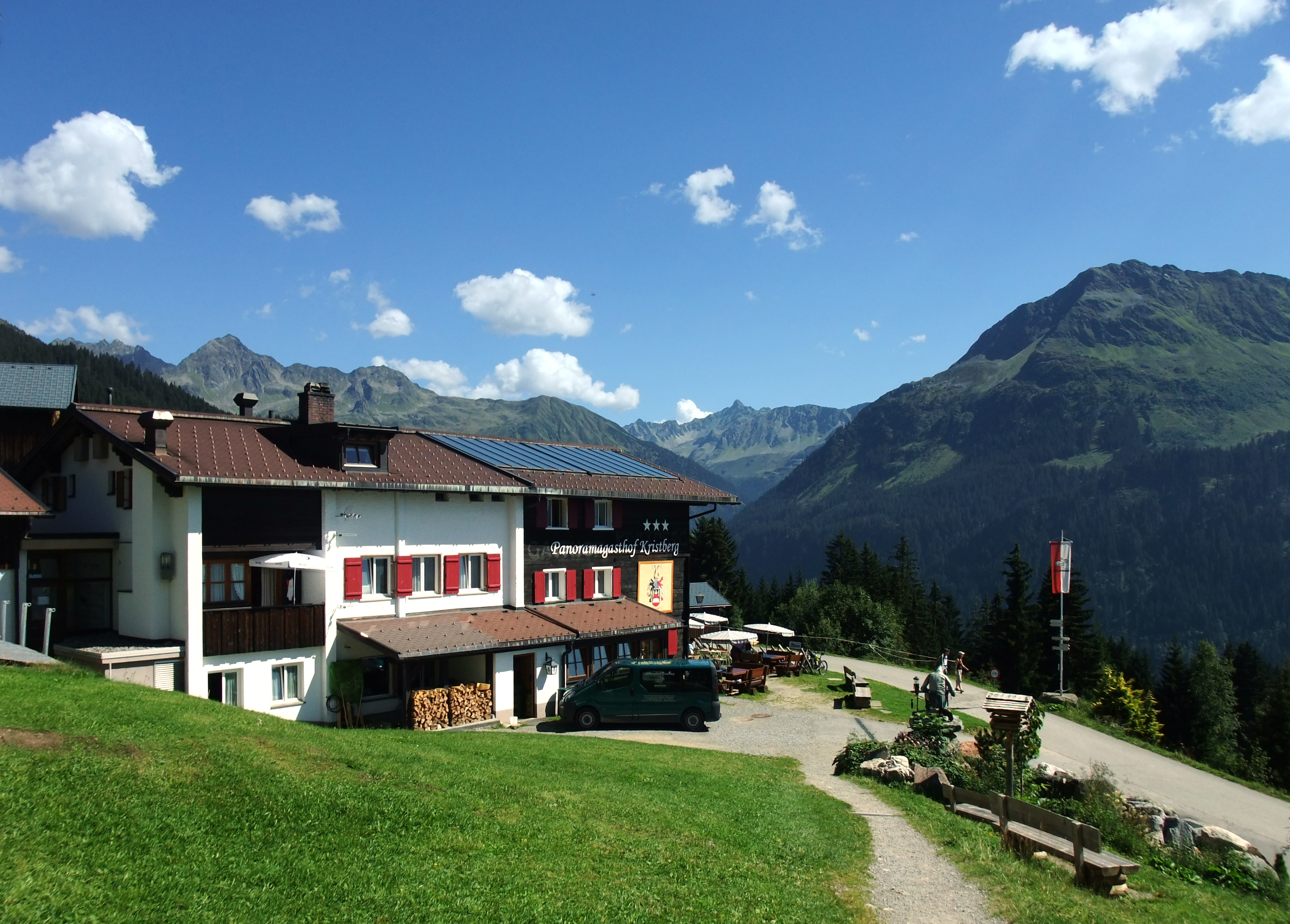
Een andere locatie van de Montafoner Resonanzen is het Panoramagasthof Kristberg.
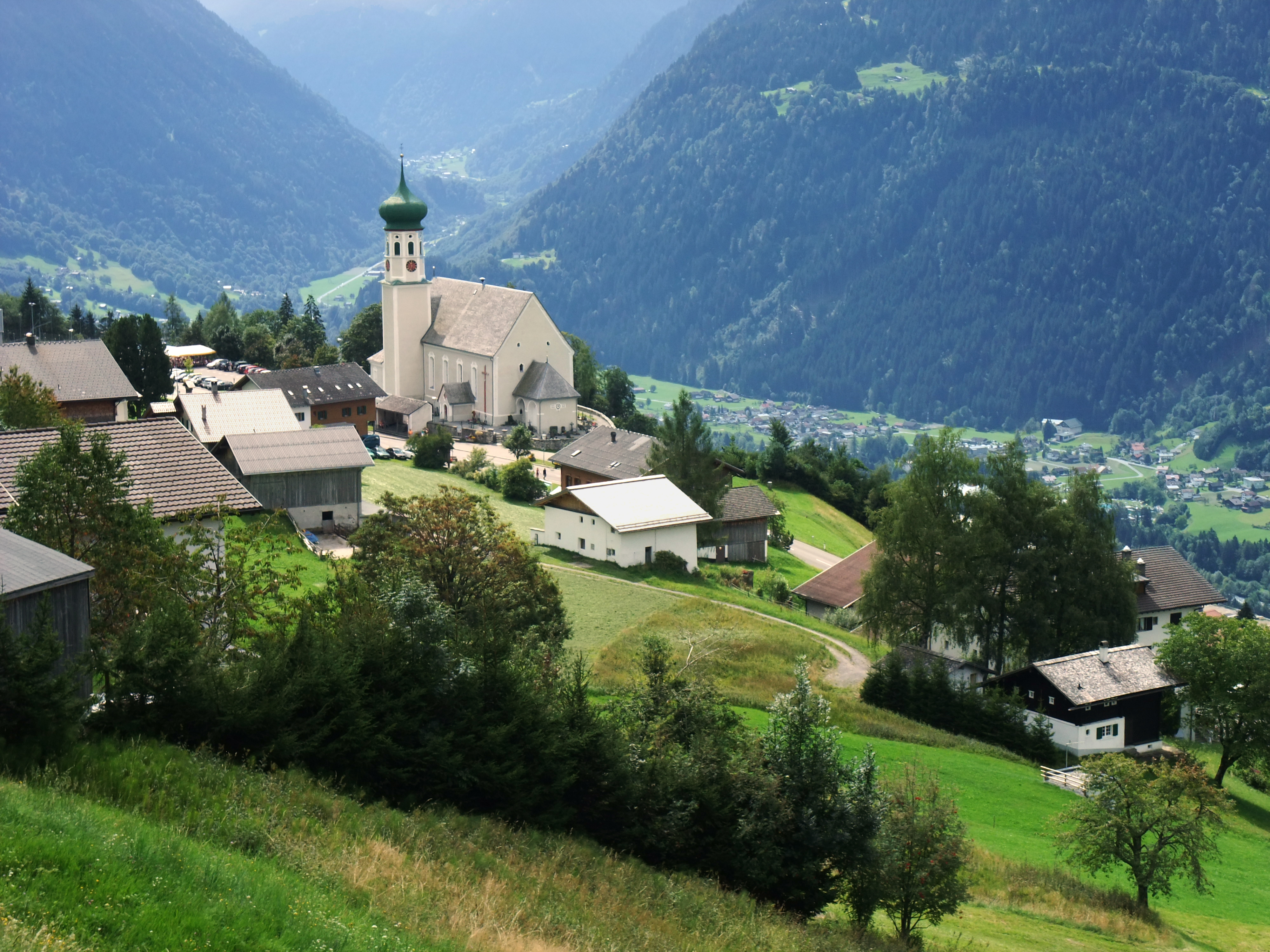
Een van de locaties van de Montafoner Resonanzen is het bergdorp Bartholomäberg.